# Hydrocarbon thơm đa vòng
Hydrocarbon thơm đa vòng (PAH) là các hoá chất thuộc nhóm hydrocarbon thơm, mà mỗi phân tử được tạo thành từ nhiều vòng (vòng hữu cơ trong đó các elêctron được định vị). Đây là một thuật ngữ của hoá học, trong tiếng Anh gọi là polycyclic aromatic hydrocarbon (hydrocarbon thơm đa vòng, viết tắt là PAH), hoặc cũng gọi là polynuclear aromatic hydrocarbon (hydrocarbon thơm đa nhân) hay đôi khi gọi là polyaromatic hydrocarbon. Ở đây viết tắt theo tiếng Anh là PAH.

## Khái niệm
- Một phân tử được gọi là hydrocarbon khi phân tử đó chỉ gồm các nguyên tử hydro (H) và cacbon (C) hợp thành. Ví dụ như mêtan (CH4) là loại hydrocarbon đơn giản nhất.
- Một phân tử được gọi là hydrocarbon vòng khi nó là hydrocarbon gồm ít nhất 3 nguyên tử hợp thành, liên kết với nhau thành chuỗi khép kín (vòng).
- Một phân tử được gọi là hydrocarbon thơm khi hợp chất chứa nó có mùi thơm (như benzen), nay được định nghĩa chính thức là một loại hydrocarbon có liên kết sigma và các điện tử pi được định vị giữa các nguyên tử carbon.
- Một phân tử được gọi là hydrocarbon thơm đa vòng (PAH) khi nó là hydrocarbon thơm, do nhiều cấu trúc vòng hợp thành. Trong đó, cấu hình của một vòng thường gặp nhất ở nhóm này là hình 6 cạnh (còn gọi là vòng benzen). Những chất PAH này khá phổ biến trong đời sống hàng ngày: nấu nướng thịt ở nhiệt độ quá cao sẽ hình thành PAH trong thịt; khói thuốc lá chứa nhiều loại PAH; naphtalen là PAH được sản xuất thương mại ở nhiều nước để sản xuất băng phiến,...
- Những PAH (hydrocarbon thơm đa vòng) đơn giản khác -  ngoài naphtalen là dạng hai vòng - còn có hợp chất ba vòng anthracene và phenanthrene.
- Một số PAU thường gặp: benzene, naphthalene, phenanthrene, anthracene

### Nguồn nhân tạo

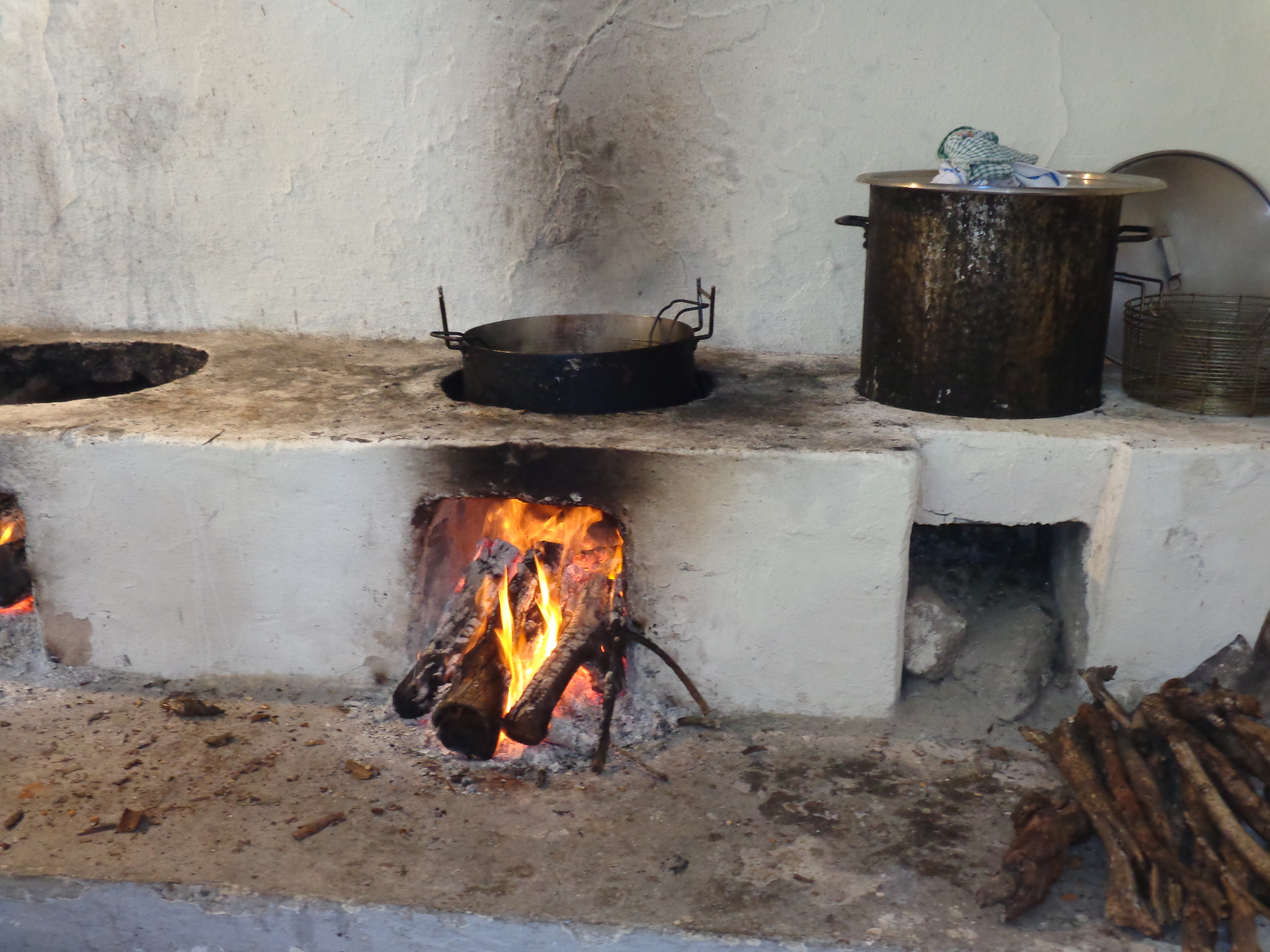
Kiểu đun nấu thế này cũng phát sinh PAH.

## Danh pháp, cấu trúc và tính chất

### Danh pháp và cấu trúc
Theo định nghĩa, hydrocarbon thơm có nhiều vòng, trừ benzen, được coi là PAH. Naphthalene được coi là dạng đơn giản nhất của PAH theo US EPA Hoa Kỳ và US CDC. Nhưng cũng có tác giả cho rằng PAH đơn giản là dạng ba vòng phenanthrene và anthracene. PAH thường không được coi là có chứa dị nguyên tử (heteroatom) hoặc có nhóm phụ (substituent).☃Phổ biến nhất là PAH với năm vòng hoặc sáu vòng. Những loại chỉ gồm các sáu vòng được gọi là PAH biến đổi (alternant) gồm PAH benzenoid. Dưới đây là một số dạng PAH, khác nhau về số lượng và cách sắp xếp vòng:

Hợp chất PAH chính
Anthracene
Phenanthrene
Phenalene
Tetracene
Chrysene
Triphenylene
Pyrene
Pentacene
Benzo[a]pyrene
Corannulene
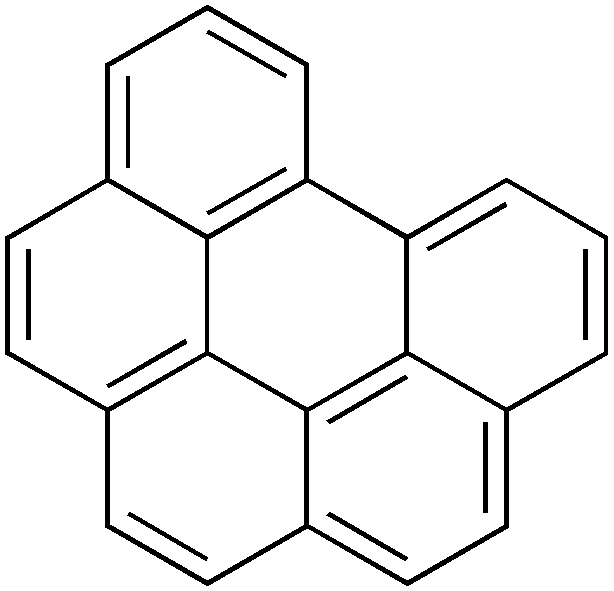
Benzo[ghi]perylene
Coronene
Ovalene
Benzo[c]fluorene

### Tính chất hóa lý
Phần lớn PAH không tan trong nước, mặc dù có một số PAH kích thước nhỏ gây ô nhiễm nguồn nước uống. Các dạng kích thước lớn cũng hòa tan ít trong dung môi hữu cơ và trong lipid. Chúng thường không màu.
Độ thơm và vị thơm cũng khác nhau đối với các PAH khác nhau theo quy tắc Clar. Cấu trúc cộng hưởng (resonance) của  một số PAH có kích thước lớn nhất có liên kết Pi.

Phân tích cộng hưởng cấu trúc benzen theo quy tắc Clar
Phenanthrene
Anthracene
Chrysene

## Thuộc tính chính
PAH không phân cực và ưa lipid. Loại PAH kích thước phân tử lớn thì không hòa tan trong nước, nhưng một số PAH nhỏ lại  có thể hòa tan. Tương tự đối với dung môi hữu cơ và trong lipid: lớn thì không hòa tan, còn nhỏ  có thể hòa tan. Ngoài mùi dễ nhận, loại lớn hơn có màu, như perylene.